# Alchymista objevující fosfor

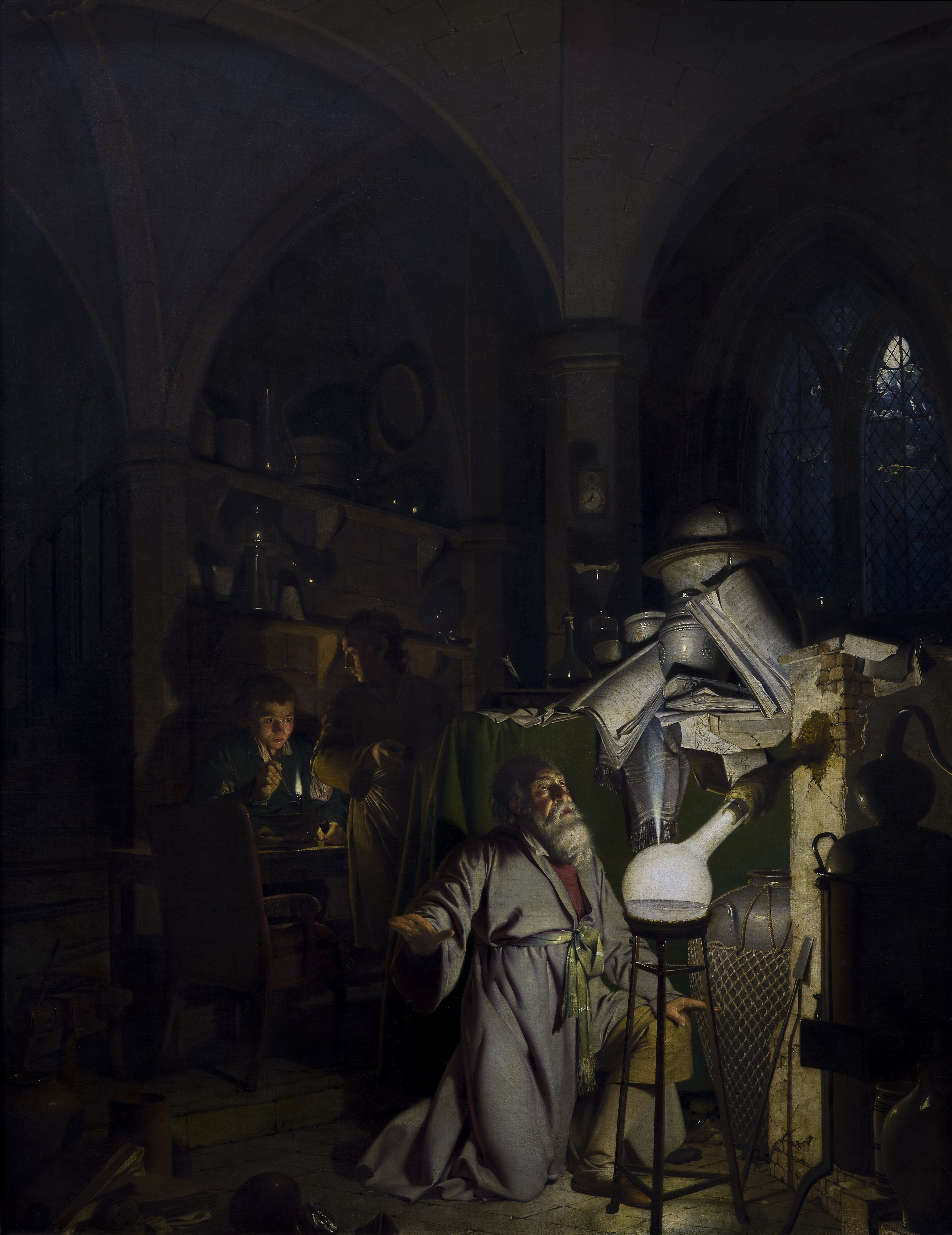
Alchymista objevující fosfor

Alchymista objevující fosfor je obraz Josepha Wrighta z Derby, který byl původně dokončen v roce 1771, ale byl Josephem Wrightem ještě v roce 1795 přepracován. Plným názvem se jmenuje Alchymista, hledaje Kámen mudrců, objevuje fosfor a modlí se za úspěšné zakončení svého pokusu, jak bylo zvykem u starodávných chemických astrologů (v originále The Alchymist, in Search of the Philosopher’s Stone, discovers Phosphorus, and prays for the successful conclusion of his operation, as was the custom of the Ancient Chymical Astrologers). Název bývá různě zkracován a obraz je tak označován také Alchymista hledající Kámen mudrců (anglicky The Alchemist in Search of the Philosopher's Stone).
Předpokládá se, že alchymistou je myšlen hamburský alchymista Hennig Brand, který skutečně objevil v roce 1669 fosfor. Příběh jeho objevu byl ve Wrightově době hojně přetiskován v oblíbených knihách věnovaných chemii a byl všeobecně znám.

## Popis
Obraz ukazuje alchymistu, který se snaží vytvořit bájný Kámen mudrců, který by mohl pomoci měnit kovy na zlato, ale místo toho, ke svému úžasu, objevuje fosfor. Wright ovšem neukazuje alchymistu v typickém prostředí sedmnáctého století, ale umisťuje jej do místností s gotickými klenbami a vysokými okny nahoře ukončenými do špičky a typickými pro církevní architekturu, jako kdyby chtěl alchymistu umístit do kostela. Navíc původní proces výroby fosforu, který spočívá ve vaření moči, romantizuje, neboť podle popisu z roku 1730 má být fosfor vyráběn vyvařováním 50 až 60 věder moči, která je ovšem už „hnijící a plodící červy“.

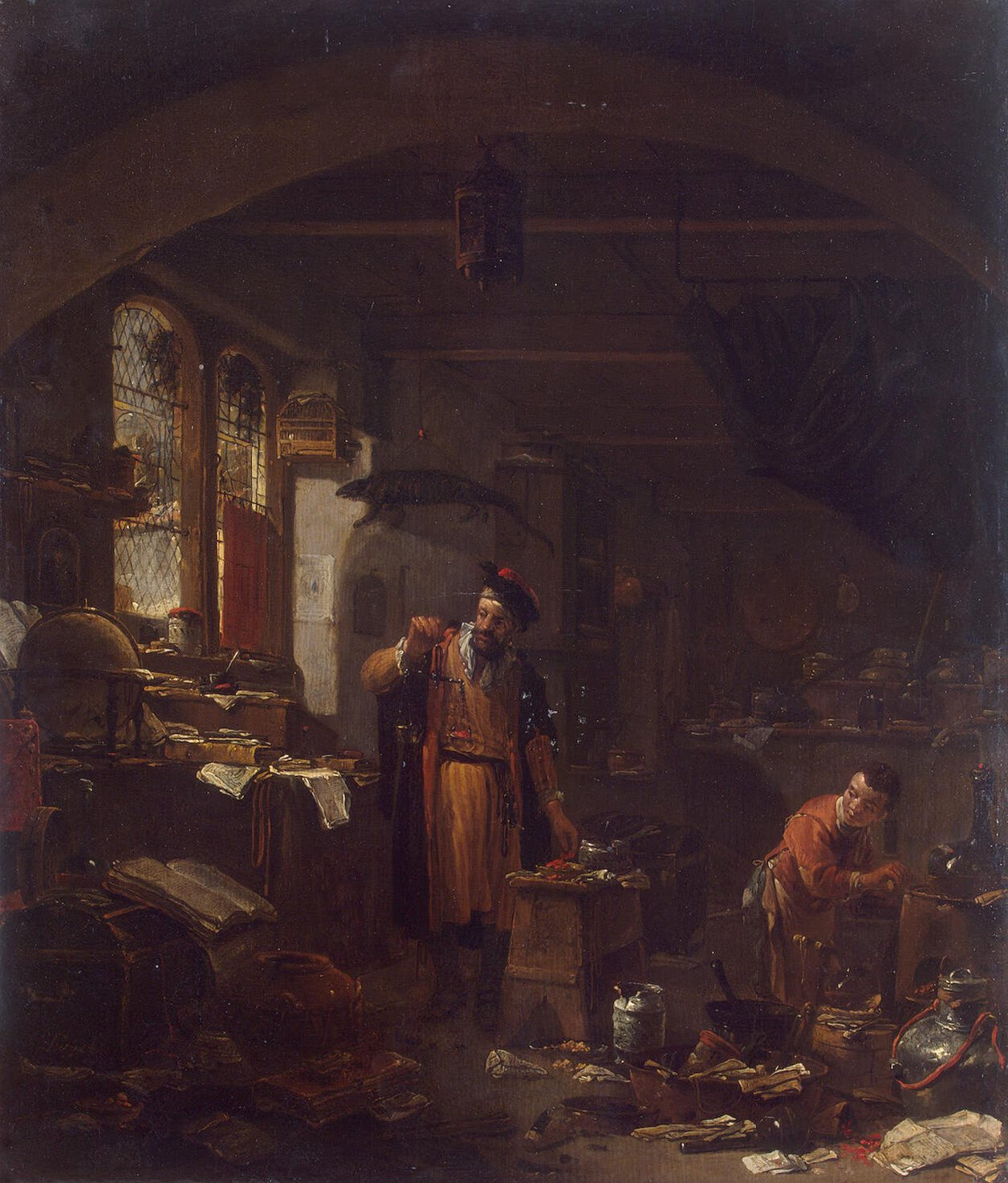
Alchymista, Thomas Wijck, sedmnácté století

Kromě umístění do prostředí podobnému kostelu dodal Wright do obrazu i další náboženské prvky. Alchymista klečí před zářící nádobou a roztahuje ruce v podobném gestu, které použil El Greco, když maloval obraz Svatý František přijímá stigmata.
Benedict Nicholson uvádí, že inspirací pro rozložení obrazu mohl být starší obraz Thomase Wijcka Alchymista, který ukazuje alchymistu v podobné budově, s asistentem a neuspořádaným množstvím pomůcek. Kromě toho také porovnává pózu alchymisty s tou, která je na některých zobrazení učedníků Ježíše Krista při Poslední večeři. Tento o století starší obraz byl během Wrightova života vystaven v Londýně a Wright jej tedy mohl znát. Naproti tomu je znám nákres Wrightova společníka, Petera Pereze Burdetta, který měl na rozvržení velký vliv. Tento nákres pochází z 4. února 1771 a ukazuje sklepení a rozvržení obrazu se skleněnou baňkou v jeho ohnisku. Je to Burdett, který určil, která postava bude kam umístěna, a který také odkázal Wrighta na Matthewa Turnera, který Wrightovi objasnil vědecký základ zobrazované metody výroby fosforu.
Existuje názor, že obraz inspiroval průkopníka fotografické techniky a vynálezce Thomase Wedgwooda.

## Historie obrazu
Obraz byl ponejprv vystaven v roce 1771 a nepodařilo se jej prodat, přestože Wright byl v té době už mezinárodně uznávaným umělcem. Wright si obraz sebou vzal na cestu do Itálie v letech 1773-1175 a po návratu jej v roce 1795 přepracoval. Prodat se jej podařilo ovšem až čtyři roky po Wrightově smrti a to v rámci aukce. Dnes je obraz součástí sbírek Derbského muzea a umělecké galerie, kde je také vystaven.